# Fukuba Hayato

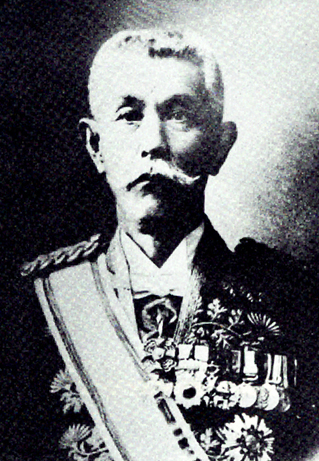
Fukuba Hayato

Fukuba Hayato (japanisch 福羽 逸人; geboren 13. Dezember 1856 in Tsuwano, Provinz Iwami; gestorben 19. Mai 1921) war ein japanischer Botaniker und Parkgestalter.

## Leben und Wirken
Fukuba Hayato stammte aus der Samurai-Familie Sasaki des Tsuwano-Han. Er wurde nach dem frühen Tod seines Vaters von Fukuba Bisei aus demselben Han adoptiert. Später folgte er ihm als Vizegraf. Er studierte an der von Tsuda Sen gegründeten Agrarschule und besuchte von 1886 bis 1889 Deutschland und Frankreich, um sich dort weiter zu bilden.
Nach seiner Rückkehr bekam Fukuba eine Stelle am Kaiserlichen Hofamt und begleitete 1896 Prinz Fushimi Sadanaru auf dessen Russland-Reise. Fukuba befasste sich jedoch vor allem mit Studien auf dem Gelände des Shinjuku Gyoen, als dieses noch als Agrar-Entwicklungsgebiet genutzt wurde. Bekannt ist er für die Züchtung der „Fukuba-Erdbeere“, die als beste Erdbeersorte seiner Zeit bekannt wurde. Darüber entwickelte eine neue Methode für den forcierten Anbau von Gemüse in Gewächshäusern und Saatstätten.
Fukuba gestaltete den Garten des Sumarikyū-Parks (須磨離宮公園) südlich von Kōbe, entwarf den nördlichen Garten des Ritsurin-Parks und die westlich gestalteten Blumenbeete des Hibiya-Parks.
Bestattet wurde Fukuba auf dem Friedhof Aoyama in Tokio.